# Джоркаєфф Реаско
Джоркаєфф Нейсер Реаско Гонсалес (ісп. Djorkaeff Neicer Reasco González, нар. 18 січня 1999, Пічинча) — еквадорський футболіст, нападник аргентинського клубу «Ньюеллс Олд Бойз» і національної збірної Еквадору.

## Клубна кар'єра
Народився 18 січня 1999 року в провінції Пічинча в родині професійного футболіста Нейсера Реаско. Був названий на честь зіркового гравця збірної Франції 1990-х Юрія Джоркаєффа. Вихованець футбольної школи клубу «ЛДУ Кіто». Дорослу футбольну кар'єру розпочав 2016 року в основній команді того ж клубу, в якій провів чотири сезони, взявши участь у 13 матчах чемпіонату. 
Згодом протягом 2020 року грав на правах оренди за мексиканський друголіговий «Дорадос де Сіналоа».
У лютому 2022 року за еквівалент 1 мільйона євро перейшов до аргентинського «Ньюеллс Олд Бойз».

## Виступи за збірну
2021 року дебютував в офіційних матчах у складі національної збірної Еквадору.
Наступного року був включений до її заявки на чемпіонат світу 2022 в Катарі.
| Дата       | Місто       | Господарі | Результат | Гості     | Турнір            | Голи | Примітки |
| ---------- | ----------- | --------- | --------- | --------- | ----------------- | ---- | -------- |
| 28-10-2021 | Шарлотт     | Мексика   | 2 – 3     | Еквадор   | товариський матч  | -    | 65'      |
| 11-11-2021 | Кіто        | Еквадор   | 0 – 0     | Венесуела | Відбір до ЧС 2022 | -    | 64'      |
| 27-9-2022  | Дюссельдорф | Японія    | 0 – 0     | Еквадор   | товариський матч  | -    | 90+1'    |
| 12-11-2022 | Мадрид      | Еквадор   | 0 – 0     | Ірак      | товариський матч  | -    | 46' 82'  |
| Усього     |             | Матчів    | 4         |           | Голів             | 0    |          |

## Титули і досягнення
- Чемпіон Еквадору: 2018
- Володар Суперкубка Еквадору: 2021